# Audrey Tcheuméo
Audrey Tcheuméo (n. 20 aprilie 1990, Bondy, Île-de-France, Franța) este o sportivă ce a reprezentat Franța, medaliată olimpică. A participat la 2 ediții ale Jocurilor Olimpice (2012, 2016) în care a câștigat o medalie de argint și o medalie de bronz.